# La torre sin sombra
La torre sin sombra (en chino: Bai Ta Zhi Guang) es una película dramática china de 2023 escrita y dirigida por el cineasta coreano-chino Zhang Lü y protagonizada por Xin Baiqing, Tian Zhuangzhuang y Huang Yao. La película describe la cálida historia de personas que se curan y se acompañan entre sí, mostrando lazos familiares y amor.
La cinta fue seleccionada para competir por el Oso de Oro a la mejor película en el Festival de Cine de Berlín de 2023.

## Sinopsis

### Nombre de la película
El nombre de la película procede de un templo budista del siglo XIII en el distrito de Xicheng de Pekín, la Pagoda Blanca. El excéntrico diseño del templo hace difícil ver su sombra. Esto ha dado lugar a la leyenda local de que su sombra puede encontrarse en realidad a unos tres mil kilómetros de distancia, en el Tíbet, el hogar espiritual del templo. Se utiliza como metáfora imperfecta de una etapa de la vida del protagonista. De ahí el nombre: La torre sin sombra.
Un hombre de mediana edad que vivía solo en Pekín conoció a un joven fotógrafo en el trabajo. Se entera del paradero de su padre, con el que ha perdido el contacto durante más de cuarenta años. Animado por el fotógrafo, se enfrenta a su padre y recupera la relación paterno-filial perdida hacía tiempo.

## Reparto
- Xin Baiqing como Gu Wentong
- Huang Yao como Ouyang Wenhui, fotógrafo
- Tian Zhuangzhuang como Gu Yunlai
- Nanji como Nanji
- Li Qinqin como Gu Wenhui
- Wang Hongwei como Li Jun
- Wang Yiwen como Xiao Xiao

## Recepción
En el sitio web del agregador de reseñas Rotten Tomatoes, la película tiene un índice de aprobación del 89% basado en 9 reseñas, con una calificación promedio de 7.3/10. En Metacritic, tiene una puntuación media ponderada de 78 sobre 100 basada en 4 reseñas, lo que indica "Reseñas generalmente favorables".